# 人生100年時代
人生100年時代（じんせいひゃくねんじだい）とは、ロンドン・ビジネス・スクール教授のリンダ・グラットンとアンドリュー・スコットが『LIFE SHIFT（ライフ・シフト）100年時代の人生戦略』（東洋経済新報社）で提唱した言葉。
世界で長寿化が急激に進み、先進国では2007年生まれの2人に1人が100歳を超えて生きる「人生100年時代」が到来すると予測し、これまでとは異なる新しい人生設計の必要性を説いている。
日本では本の発売と同時期に小泉進次郎が使用したことで広く浸透した。
2017年9月には首相官邸に首相安倍晋三を議長とする「人生100年時代構想会議」が設置され、2018年6月には「人づくり革命 基本構想」が発表されるなど政策への反映が進められていたが、2021年11月、第2次岸田内閣によって両方共廃止された。

## 「LIFE SHIFT（ライフ・シフト）100年時代の人生戦略」
人生100年時代は、ロンドン・ビジネス・スクール教授のリンダ・グラットン、アンドリュー・スコットによる『LIFE SHIFT（ライフ・シフト）100年時代の人生戦略』（東洋経済新報社）の中で提唱された言葉。
寿命の長期化によって先進国の2007年生まれの2人に1人が103歳まで生きる「人生100年時代」が到来するとし、100年間生きることを前提とした人生設計の必要性を論じている。
これまでの人生設計は「20年学び、40年働き、20年休む」という「教育・仕事・老後」の３段階が一般的であったが、100歳まで生きることが一般化する社会では、年齢による区切りがなくなり、学び直しや転職、長期休暇の取得など人生の選択肢が多様化すると予想している。

## 日本への浸透

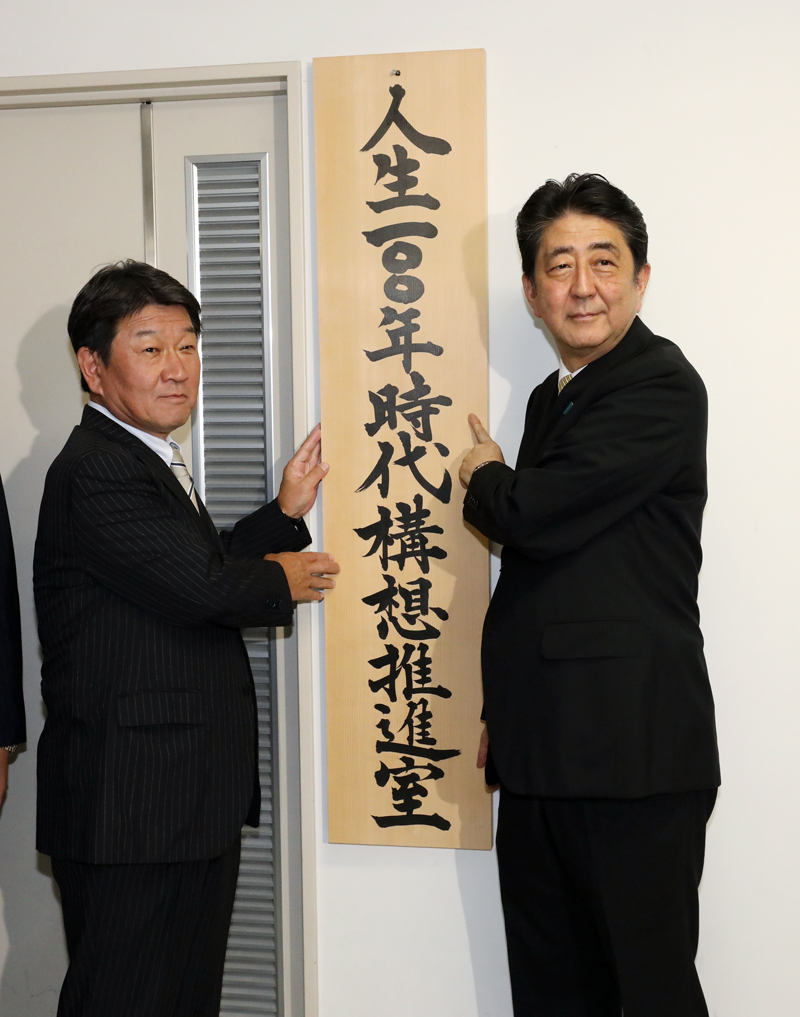
人生100年時代構想推進室の看板を掛ける安倍晋三内閣総理大臣と茂木敏充経済再生担当大臣（2017年9月）

日本では『LIFE SHIFT（ライフ・シフト）100年時代の人生戦略』（東洋経済新報社）発売以降、各種報道機関で取り上げられはじめ、本の発売と同時期に小泉進次郎が使用したことで広く浸透した。
2016年2月には小泉進次郎・村井英樹・小林史明・鈴木憲和ら自民党の若手議員によって立ち上げられた「2020年以降の経済財政構想小委員会」が人生100年時代に向けた社会の実現を謳っている。小泉らは「レールからの解放 - 22世紀へ。人口減少を強みに変える、新たな社会モデルを目指して -」という政策提言を行い、その中で人生100年時代の働き方・生き方・教育の位置づけ、社会保障の見直しの必要性を訴えた。
2017年4月、「2020年以降の経済財政構想小委員会」は「人生100年時代の制度設計特命委員会」を経て2017年9月に「人生100年時代戦略本部」へと格上げされた。2017年11月には自民党政務調査会より「人生100年時代・全世代型社会保障への転換〜2020年以降を見据えて〜」が発表された。
首相官邸でも2017年9月に、安倍首相を議長とする「人生100年時代構想会議」が発足し、以下の4つを主なテーマに、超長寿社会における経済・社会システムに関する議論が進められた。
1. 全ての人に開かれた教育機会の確保、負担軽減、無償化、そして、何歳になっても学び直しができるリカレント教育
2. これらの課題に対応した高等教育改革
3. 新卒一括採用だけでない企業の人材採用の多元化、そして多様な形の高齢者雇用
4. これまでの若年者・学生、成人・勤労者、退職した高齢者という3つのステージを前提に、高齢者向け給付が中心となっている社会保障制度を全世代型社会保障へ改革していく

2018年6月には「人生100年時代構想会議」より、幼児教育無償化の加速、待機児童問題の解消、介護職員の処遇改善、学び直しの支援、高齢者雇用の促進などからなる「人づくり革命基本構想」が発表された。安倍首相は「人生100年時代を見据えた経済社会システムの大改革に挑戦するのが人づくり革命」と述べた。
2021年（令和3年）11月12日に、岸田内閣は内閣官房の人生100年時代構想推進室を廃止した。
なお、「人生100年時代」という言葉は、日野原重明が2002年頃から使用している。